# Весенние каникулы

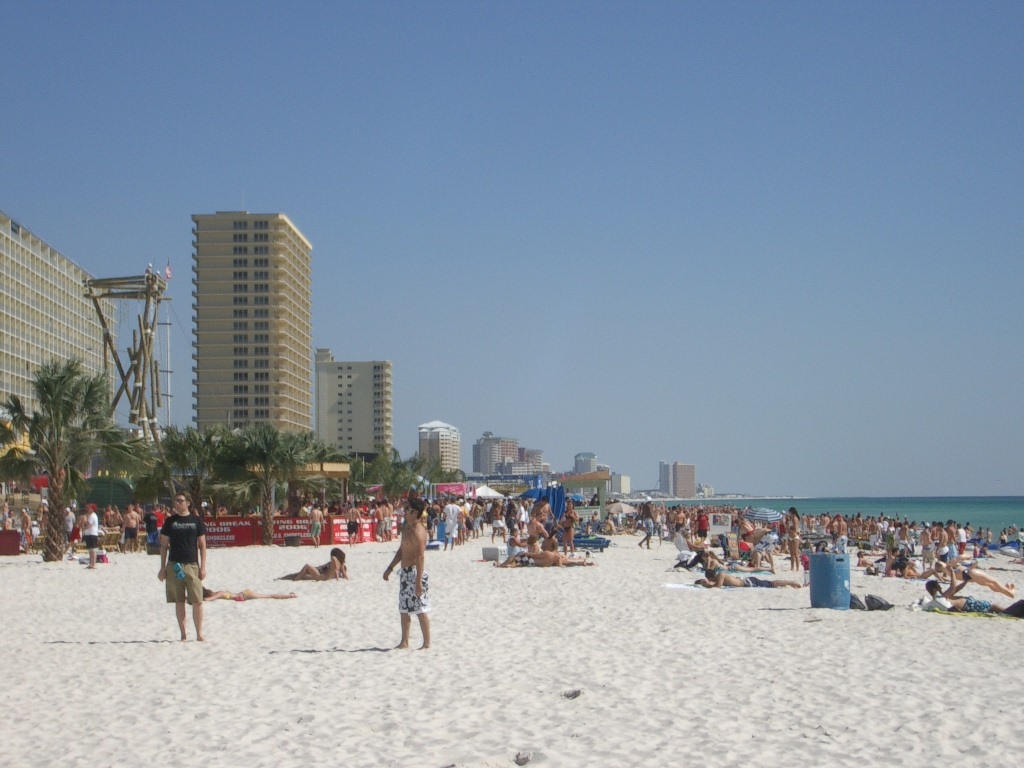
Весенние каникулы в Панама Сити Бич (Флорида), 2006 год.

Весенние каникулы — в основном недельный, иногда  двухнедельный перерыв в учебной деятельности (каникулы) в колледжах и университетах разных государств и стран мира, в том числе в США и России. 
Весенние каникулы существуют также в Японии, Южной Корее, Германии, Португалии, Греции, Литве, Великобритании, Швеции, Канаде, Мексике и некоторых других государствах и странах.
Для вузов с семестровой системой весенние каникулы маркируют конец зимнего семестра и начало весеннего; для таких университетов они часто бывают организованы в середине зимы. Вообще говоря, весенние каникулы в большинстве случаев имеют место в период с конца февраля до середины апреля. Для школьников весенние каникулы маркируют перерыв между третьей и четвертой учебной четвертью, либо между вторым и третьим триместрами. Уже в начале сентября специальные туроператоры в университетах начинают рекламировать поездки для студентов и их групп на предстоящие весенние каникулы.
Во время весенних каникул студенты нередко посещают тропические районы в США, Мексике или на Карибах, чтобы широко отпраздновать окончание семестра. Часто празднование заключается в чрезмерном употреблении алкоголя и наркотиков, сексуальной распущенности и публичной демонстрации наготы.
Специальные путешествия на весенних каникулах стали популярны в 2000-х годах и в Европе.
В России весенние каникулы в школах не имеют строгой даты, однако обычно назначаются в период с 17 марта по 7 апреля. В Союзе ССР весенние школьные каникулы продолжались с 24 по 31 марта. 